# Nyodes hacqui
Nyodes hacqui är en fjärilsart som beskrevs av François Louis Nompar de Caumont de Laporte 1972. Nyodes hacqui ingår i släktet Nyodes och familjen nattflyn. Inga underarter finns listade i Catalogue of Life.